# Селадон

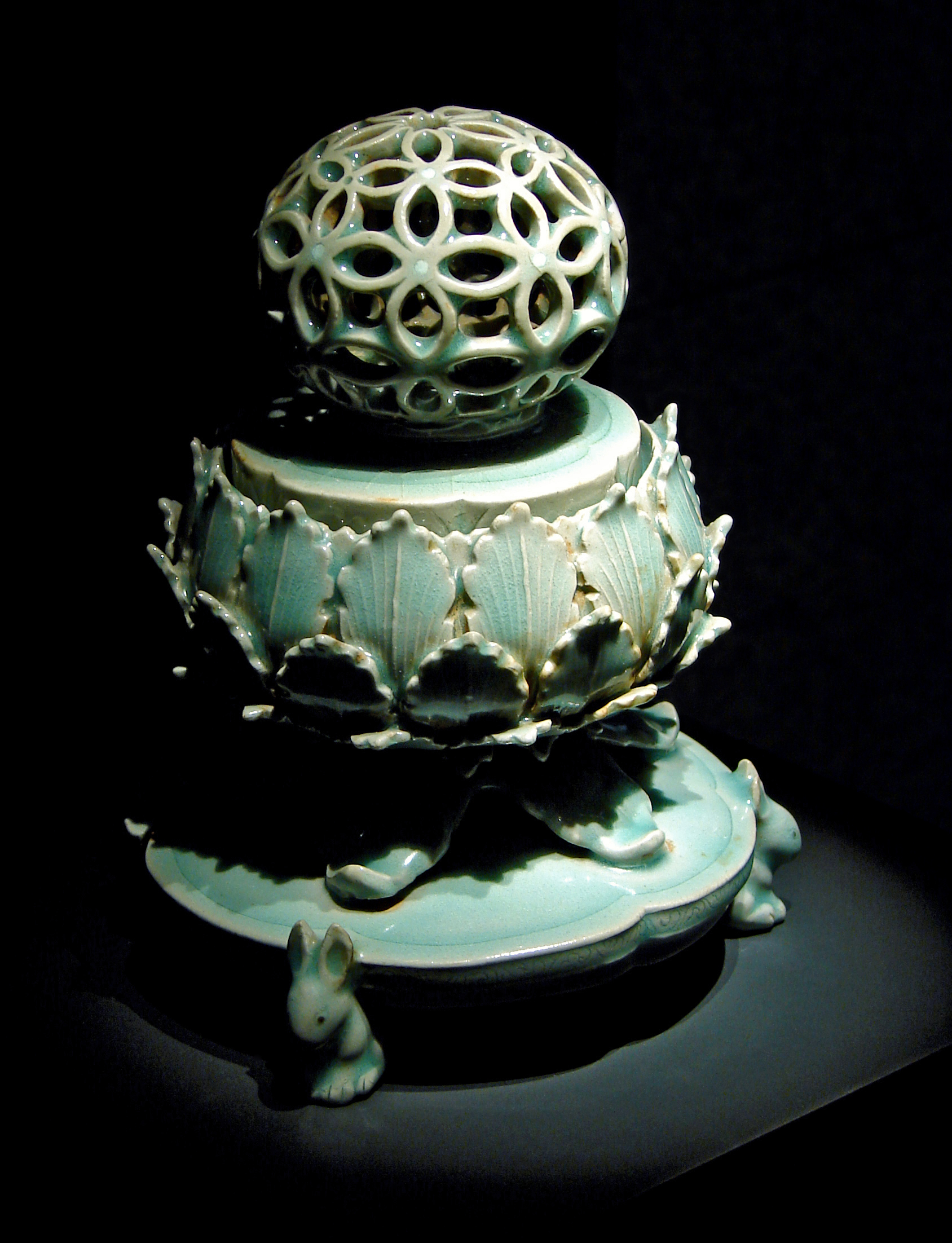
Ароматниця. Нац. музей, Сеул, Корея.

Селадон — різновид порцеляни, вкритий прозорою поливою (глазур'ю) світло-зеленуватих відтінків з невеличкими тріщинками (краке́). Селадоном називають як саму поливу, так і вироби з її використанням.
Селадо́н (ім'я загальне, літературне) — пастух, що знемагає від кохання. Похідне від імені Селадон (фр. Céladon), героя французького пасторального роману XVII ст. «Астрея» («L'Astrée»), що його написав Оноре д’Юрфе.

## Виникнення і назва

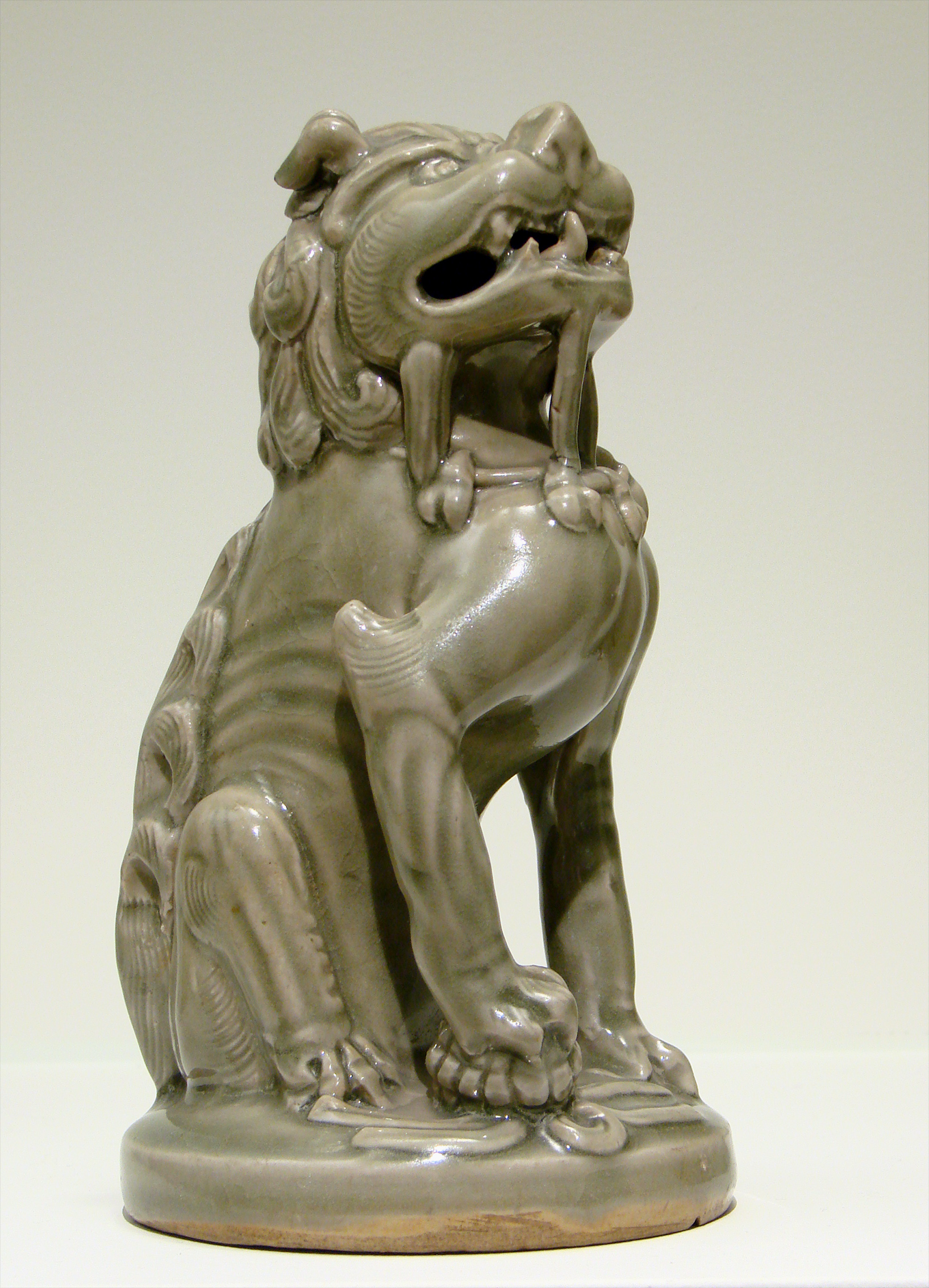
Страж-охоронець, селадон, Китай, Музей Гіме, Париж

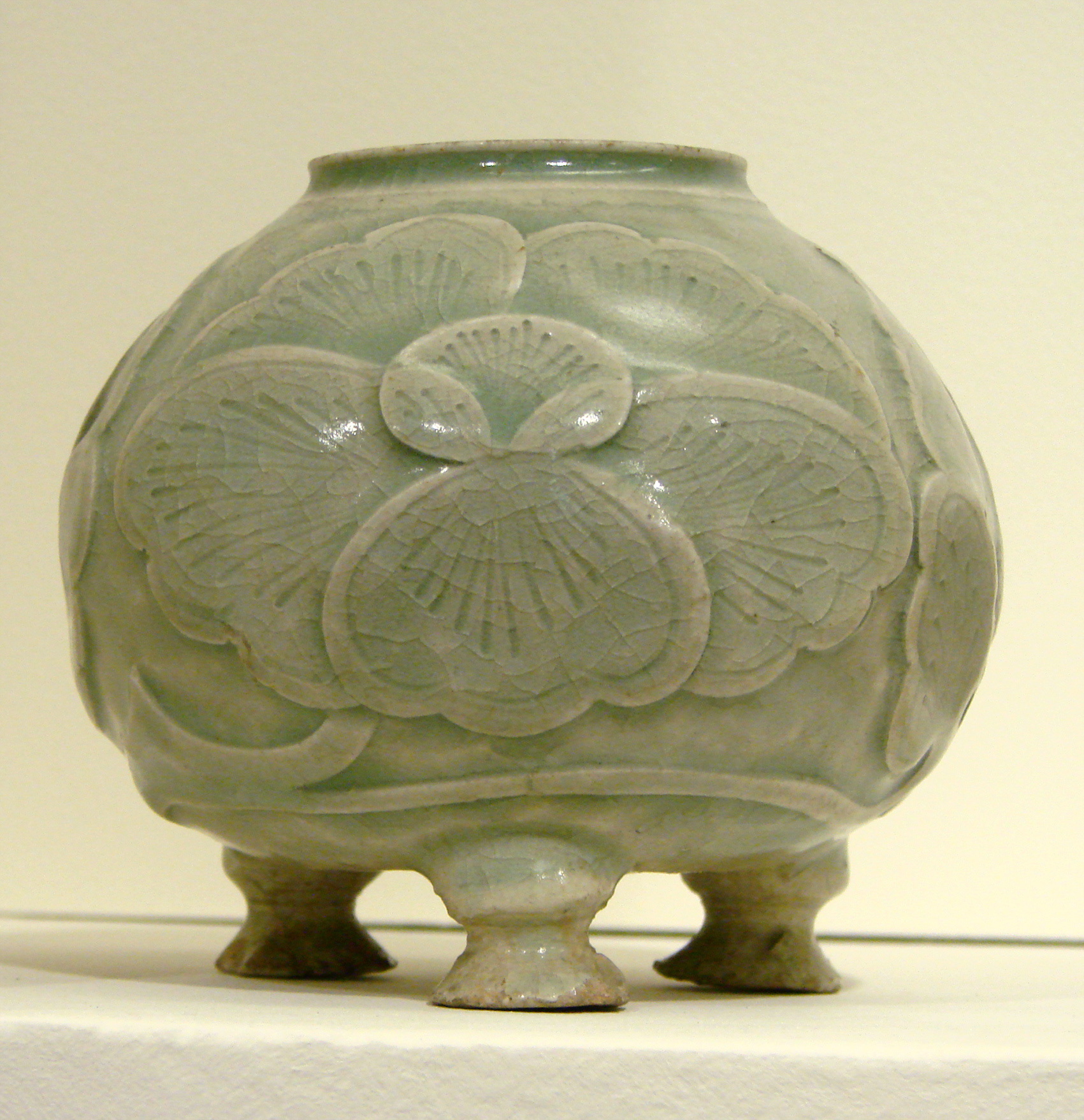
Селадон, Китай.12 ст. Музей Гіме, Париж.

Корейський селадон, ваза, Музей Південної Кореї.

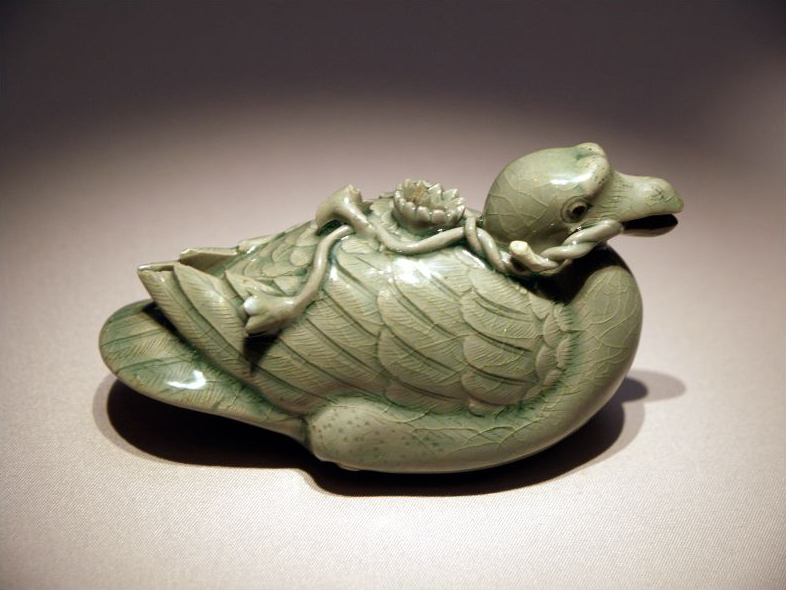
Корейський селадон, качка, Музей в місті Сеул.

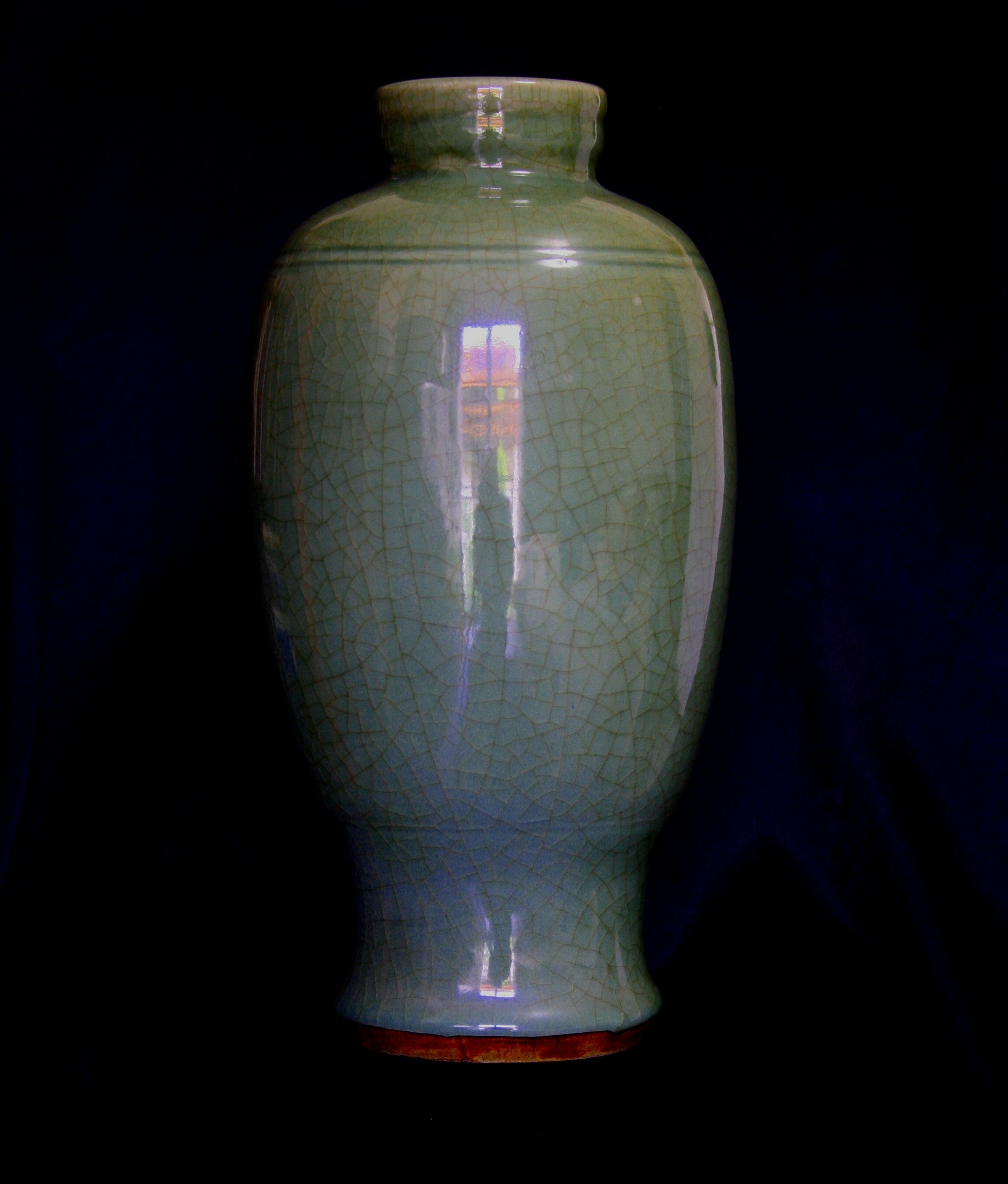
Селадон з краке, ваза, Японія

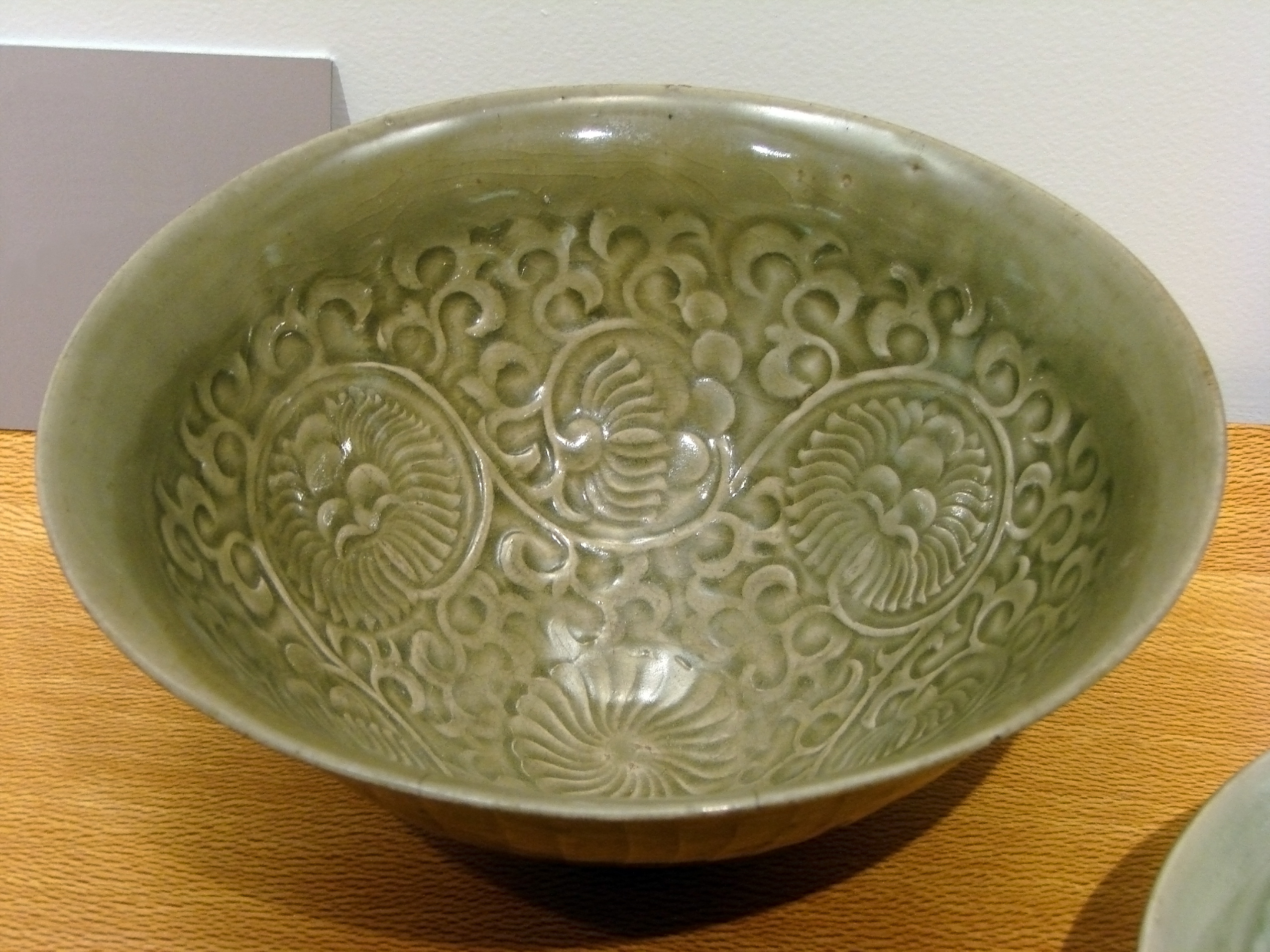
Селадон, Китай, династія Сун,10-11 ст., Музей Гіме, Париж

Селадон, як різновид порцеляни, виник у Стародавньому Китаї. В ті часи велику популярність мав камінь нефрит. Зеленувато-сірий, різних відтінків, він слугував для виготовлення різноманітних речей і навіть ударних музичних інструментів. Камінь так шанували, що епітет «нефритовий», у значенні «цінний, престижний», перейшов у китайську поезію.
Майстри Китаю створили поливу для кераміки, що імітувала поверхню нефриту. До того ж пластична глина дозволяла створювати вироби такої складності, яку не дозволяв справжній мінерал.
За однією з гіпотез, назва «селадон» і походить від санскритського sila та dhara, що якраз і означає «камінь» і «зелений».

## Китайський селадон
Вважають, що перший селадон виробили в провінції Чжецзян.
Китайці кохалися в селадоні й називали його «найкращий під небесами».
Особливо відомими були печі для випалення порцеляни в Лунцуені. Вироби звідти експортували в різні країни Азії від Кореї до мусульманських країн в 13-15 століттях. У вересні 2009 року традиційну техніку випалу селадону Лунцюань було включено до Репрезентативного списку нематеріальної культурної спадщини людства.
У 20 столітті в Китаї діяв Інститут порцеляни, (місто Кайфень).

## Селадон в Кореї
Окрім Китаю, виробництво селадону започаткували й в Кореї. Історики називають період від 918 по 1392 рр. періодом Корьо. Від назви періоду походить і сучасна назва країни. На період Корьо припадає виробництво високоякісного і художньо довершеного корейського селадону. Часто це імітації китайських виробів доби Сун. Але є й свої національні відмінності. Виробництво корейського селадону поступово нарощувалось з 10 і досягло розквіту у 12-13 століттях.
Ремесло було насильницьки обірвано після монгольської навали, убивства ремісників і утисків буддизму в підкореній країні.
Виробництво селадонів в Кореї було пізніше відновлено та існує й зараз.

## Селадон в Японії
Ремісники Японії запозичили технологію виготовлення селадону в Південному Китаї у 17 столітті. Серед визнаних майстрів японського селадону — кераміст Аокі Мокубей.
Слід зауважити, що селадон буває не обов'язково оливково-зеленим. Існують глазурі білі, жовтуваті, зелено-блакитні, блакитні. В Японії перейшли від оливково-зеленої глазурі до блакитної.
В 15 столітті граф Катценельнбоген почав імпорт селадону в Західну Європу. Зразки того селадону експонує Міський музей міста Кассель.

## Техніка випалення
Привабливий зеленуватий колір готових виробів отримують завдяки технології. Сировиною слугувала глина з незначними домішками солей заліза(1 — 3 відсотки).
Випалення було подвійним. Спочатку при температурі 700—800 градусів за Цельсієм. Потім епат покриття поливою і нове випалення при 1250—1300 °C. Чим тоншим був шар глазурі, тим більше краке він матиме.

## Милування краке
Краке́ — мережа тонких тріщин глазурі на готовому виробі. Спочатку його розглядали як технологічний недолік. Але трохи перегодом краке ввели в естетику і почали розглядати як характерну особливість керамічного виробництва. На стародавніх виробах інколи нема ніякого декору, окрім примхливої мережі краке, яке стало ще одним засобом декору селадону.

## Селадон і сучасність
Селадон давно предмет колекціонування музеями світу. Його збирають і експонують
- Метрополітен-музей, Нью-Йорк
- Британський музей, Лондон
- Музей Гіме, Париж
- Державний музей мистецтва народів сходу, Москва
- музеї Японії
- музеї Кореї

В Кореї проводять декілька щорічних фестивалів кераміки, де можна побачити як техніку виготовлення селадону, так і готові вироби.